# Amy Deasismont
Amy Linnéa Deasismont (* 15. April 1992 in Norrköping; zeitweiliger Künstlername Amy Diamond) ist eine schwedische Sängerin und Schauspielerin.

## Biografie und Erfolge
Amy Deasismont wurde am 15. April 1992 als Tochter eines englischen Vaters und einer schwedischen Mutter in Norrköping geboren. Amy hat eine ältere sowie zwei jüngere Schwestern. Bald nach ihrer Geburt zog sie mit ihrer Familie nach England. Mit viereinhalb Jahren zog ihre Familie mit ihr von England zurück nach Schweden. Hier nahm sie mit acht Jahren Unterricht an einer Theater- und Tanzschule. Bereits im gleichen Jahr stand sie auf der Bühne der Talentshow Småstjärnorna („Kleine Stars“), spielte 2002 aber auch eine Rolle in dem schwedischen TV-Thriller De drabbade. Nach dem Erfolg in der Talentshow lenkte sie ihre Zukunftsträume in Richtung Musik. Seither besuchte sie acht nationale Talentwettbewerbe, wovon sie sieben gewann. Dabei nahm sie an den in Schweden sehr angesehenen Talentshows Minimelodifestivalen und Super Troupers erfolgreich teil. Bei letzterer gewann sie mit einem Shakira-Titel, (Underneath your clothes) für dessen Darbietung ihr sogar von der Erstinterpretin Lob zuteilwurde.
Ihre erste Single What’s In It For Me, die im Februar 2005 in Skandinavien erschienen ist, kam im April 2005 auf Platz 1 der schwedischen Charts und bekam, wie auch ihr im Mai 2005 veröffentlichtes Debütalbum This Is Me Now, bereits Platin. Nach Skandinavien wurde What’s In It For Me in Polen und Tschechien, in der ersten Oktoberwoche 2005 in Deutschland veröffentlicht und erreichte dort den 36. Platz in den Charts. In Schweden war sie dagegen die dritt-meistverkaufte Single im Jahr 2005 und zusammen mit ihrer zweiten (Welcome To The City) und dritten (Shooting Star) Single einer der am meisten gespielten Lieder im schwedischen Radio. Auch in Norwegen hat Amy Fuß gefasst. Zudem war What’s In It For Me u. a. bei den schwedischen Grammis in der Kategorie „Bestes Lied“ nominiert.
Welcome To The City wurde in Schweden immerhin mit Gold ausgezeichnet, so auch das neuste, im Mai 2006 veröffentlichte Album Still Me Still Now, wobei dies zu einem Zeitpunkt geschah, als die CD noch nicht einmal in den Geschäften erhältlich war.
Die meisten Lieder dieses Albums sind von Ten Songs (Tysper/Mack/Grizzly) geschrieben, die auch bei ihrem letzten Album mitgewirkt haben. Aus dem neuen Album wurden bereits Don’t Cry Your Heart Out, Big Guns und It Can Only Get Better ausgekoppelt, die aber im Gegensatz zu Amys ersten Singles bisher noch keine Top-Verkaufszahlen erzielten.
2006 war Amy auch in verschiedenen Galas in ganz Skandinavien nominiert (Grammis, Rockbjörnen, [NRJ] Radio Awards, Nickelodeon Kids Choice Awards Stockholm und Nordic Hit Music Awards) und konnte drei Auszeichnungen erringen. Nebenbei war sie die jüngste Künstlerin, die je bei Grammis nominiert war.
Am 9. Februar 2008 nahm Amy Diamond in der 1. Vorrunde des schwedischen ESC-Vorentscheid, Melodifestivalen, mit dem Song 'Thank you' in Göteborg teil. Sie schaffte auf Anhieb den Sprung ins Finale, welches am 15. März 2008 im Globen in Stockholm ausgetragen wurde. Sie erreichte letztendlich den achten Platz.

## Auftritte

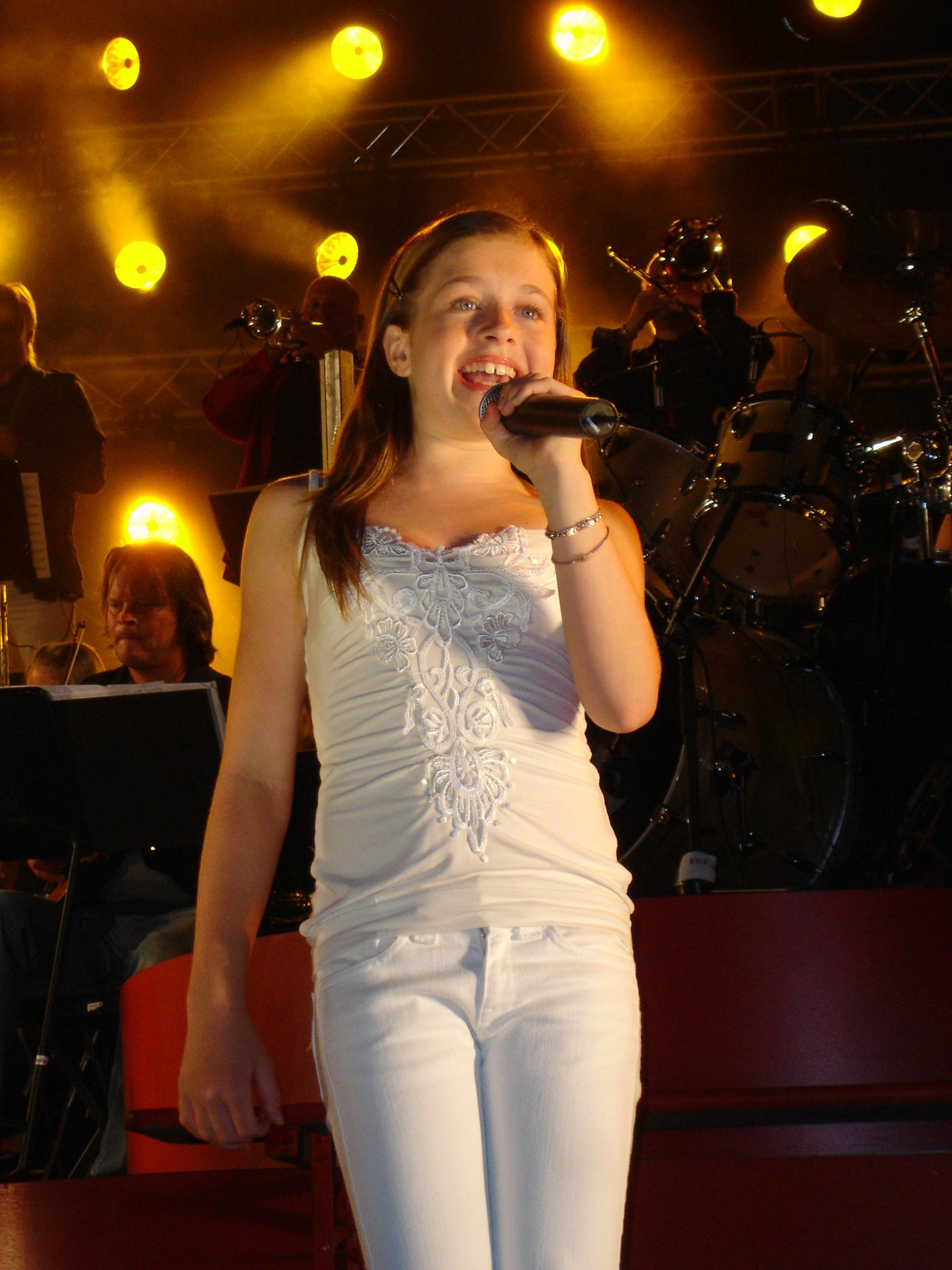
Amy Diamond am 16. Juli 2006 in Borås (Diggilooturnee)

2006 fand die Diggiloo-Tournee in Schweden statt. Hier fand insbesondere ihre Interpretation von Non, je ne regrette rien (Original Vaucaire/Dumont interpretiert von Édith Piaf) Anerkennung.
- Das große Barbie ABC, The Dome 36, ZDF Herbstshow
- RixFM Festival 2005 & 2006, P3 Sommartoppen, Sommarkrysset 2005 & 2006, Jönköpingsgalan, Allsång På Skansen, Kids Choice Awards 2005, 100 årsfesten (N), Aalborg (DK) (zusammen mit Melanie C), NRJ Radio Awards 2005 (FIN), Vinterkrysset 2006, Melodifestivalen 2008

## Filmografie
- 2002: De drabbade
- 2006: Detektivbüro LasseMaja (LasseMajas detektivbyrå, Fernsehserie, 9 Folgen)
- 2006: Eisprinzessin in Julkalender
- 2015: Stella
- 2019: Gösta (Fernsehserie, 10 Folgen)
- 2020: Nelly Rapp – Monsteragent
- 2020: De utvalda (Fernsehserie, 6 Folgen)
- 2021: Glöm natten som kommer
- 2021: Thunder in My Heart (Fernsehserie, 8 Folgen, auch Buch, sowie Regie in 2 Folgen)
- 2021: Knutby (Fernsehserie, 12 Folgen)
- 2021: Ligga (Fernsehserie, Folge 1x02)
- 2024: Ein ganz mieser Tag (Strul)
- 2024: Trouble (Netflixfilm)

## Diskografie

### Alben
- 2005: This Is Me Now
- 2006: Still Me Still Now
- 2007: Music in Motion
- 2008: Music in Motion - Gold Edition
- 2008: En helt ny jul
- 2009: Swings and Roundabouts
- 2010: Greatest Hits

### Singles
- 2005: What’s in It for Me
- 2005: Welcome to the City
- 2006: Shooting Star
- 2006: Don’t Cry Your Heart Out
- 2006: Big Guns
- 2006: It Can Only Get Better!
- 2007: Is It Love?
- 2007: Stay My Baby
- 2008: Thank You
- 2009: It’s My Life
- 2009: Up
- 2010: Only You

## Auszeichnungen
- 2005: NRJ Radio Awards (FIN) (Beste weibliche schwedische Künstlerin & Bestes schwedisches Lied (What’s In It For me))
- 2005: Nick Kids’ Choice Awards (S) (Bester Hit (What’s In It For Me))
- 2005: Nordic Music Awards (DK) (Bester Nordischer Hit (What’s In It For Me))